# Patapo (distrito)
Patapo é um distrito do Peru, departamento de Lambayeque, localizada na província de Chiclayo.

## História
- Prefeito 
  - 2019-2022: Juan Guevara Torres.

## Transporte
O distrito de Patapo é servido pela seguinte rodovia:
- PE-6A, que liga a cidade de Cochabamba (Região de Cajamarca) ao distrito de  Reque (Região de Lambayeque)
- LA-117, que liga a cidade ao distrito de Saña [1][2][3]